# Oribatula acuminata
Oribatula acuminata är en kvalsterart som beskrevs av Wallwork 1964. Oribatula acuminata ingår i släktet Oribatula och familjen Oribatulidae.

## Underarter
Arten delas in i följande underarter:
- O. a. acuminata
- O. a. mariana